# ゴールデングラブ賞
ゴールデングラブ賞（ゴールデングラブしょう）は、日本プロ野球の選手表彰の一つ。正式名称は三井ゴールデン・グラブ賞（みついゴールデングラブしょう）。シーズンを通してそれぞれのポジションで最も守備力に卓越した選手を、ベストナインと同じ選出方式によって表彰する賞で、プロ野球記者による投票を行い得票数のいちばん多かった者が受賞となる。セ・パ各連盟の公式表彰に準じた特別賞と位置付けられている。

## 概要
三井広報委員会提供。
1972年に、三井物産スポーツ用品販売が輸入・ライセンス元だった、アメリカのローリングスが、「メジャーリーグベースボールには守備を重視するベストナイン賞として『ゴールドグラブ賞』があり、それを参考にした日本版の賞を作ってはどうか」との提案を基に、ダイヤモンドグラブ賞として創設され、1986年より現在の三井広報委員会加盟各社に協賛を引き継ぎ、三井ゴールデン・グラブ賞に改称された。
有資格者
投手：規定投球回数以上の投球、又はチーム試合数の1/3以上に登板していること。
捕手：チーム試合数の1/2以上で捕手として出場していること。
内野手：チーム試合数の1/2以上で1ポジションの守備についていること。
外野手：チーム試合数の1/2以上で外野手として出場していること。
投票要件
日本の報道機関（新聞社、通信社、放送局）のプロ野球記者で、5年以上の取材キャリアを持つ者。
セ・パ各リーグで、ポジションごとに原則各1名ずつ、9名が選ばれる（外野手については、左翼手、中堅手、右翼手を同一のポジションとみなして3名を選出する）。同一ポジションの選手の得票数が並ぶと同時受賞となるため、リーグあたり10名以上選ばれる年度もある。あるポジションの「該当者なし」の得票が過半数に達した場合、そのポジションでの受賞選手の選出は見送られる。ただし非常にまれな例であり、2010年にセ・リーグの一塁手で「該当者なし」となったのが初である。なお、「該当者なし」の得票が過半数に達していなかったために、得票数が少なかった選手が受賞した例が過去3度ある（後述）。
受賞者には金色の皮革で作られたグローブ（捕手や一塁手はミット）と、ボールを台座に飾ったトロフィーが贈られる。このグローブは受賞者決定後、受賞者が使用しているものを模して作られるもので、革製のため実際に使用できる。
ベストナインやかつての沢村栄治賞と同様に、受賞者には実際の成績が伴っていない選手が選ばれることがあり、批判が起こることがある（後述）。元プロ野球選手の上原浩治は記者は担当チームの取材が中心となるため、他チームが見ることが少ないことを指摘しており、記者投票ではなく、選手間投票にして欲しいとコメントしている。
2010年代以降は日本でもUZR等、セイバーメトリクスによる守備力の算出が行われるようになったこともあり、記者による投票含め賞の選考自体への批判も上がっている。

## セントラル・リーグ歴代受賞者
| 年度 | 投手                                | 捕手                  | 一塁手                              | 二塁手                | 三塁手                                | 遊撃手                | 外野手                     | 外野手                   | 外野手                  |
| ---- | ----------------------------------- | --------------------- | ----------------------------------- | --------------------- | ------------------------------------- | --------------------- | -------------------------- | ------------------------ | ----------------------- |
| 1972 | 堀内恒夫 （巨人）                   | 大矢明彦 （ヤクルト） | 王貞治 （巨人）                     | J.シピン （大洋）     | 長嶋茂雄 （巨人）                     | バート.S （中日）     | 山本浩司 （浩二） （広島） | 高田繁 （巨人）          | 柴田勲 （巨人）         |
| 1973 | 堀内恒夫 （巨人）                   | 田淵幸一 （阪神）     | 王貞治 （巨人）                     | J.シピン （大洋）     | C.ボイヤー （大洋） 長嶋茂雄 （巨人） | 藤田平 （阪神）       | 山本浩司 （浩二） （広島） | 高田繁 （巨人）          | 柴田勲 （巨人）         |
| 1974 | 堀内恒夫 （巨人）                   | 田淵幸一 （阪神）     | 王貞治 （巨人）                     | 高木守道 （中日）     | C.ボイヤー （大洋）                   | 河埜和正 （巨人）     | 山本浩司 （浩二） （広島） | 高田繁 （巨人）          | 柴田勲 （巨人）         |
| 1975 | 堀内恒夫 （巨人）                   | 大矢明彦 （ヤクルト） | 王貞治 （巨人）                     | 大下剛史 （広島）     | 島谷金二 （中日）                     | 藤田平 （阪神）       | 山本浩司 （浩二） （広島） | 高田繁 （巨人）          | ローン.W （中日）       |
| 1976 | 堀内恒夫 （巨人）                   | 大矢明彦 （ヤクルト） | 王貞治 （巨人）                     | D.ジョンソン （巨人） | 高田繁 （巨人）                       | 山下大輔 （大洋）     | 山本浩司 （浩二） （広島） | 柴田勲 （巨人）          | 池辺巌 （阪神）         |
| 1977 | 堀内恒夫 （巨人）                   | 大矢明彦 （ヤクルト） | 王貞治 （巨人）                     | 高木守道 （中日）     | 高田繁 （巨人）                       | 山下大輔 （大洋）     | 山本浩司 （浩二） （広島） | 柴田勲 （巨人）          | 若松勉 （ヤクルト）     |
| 1978 | 堀内恒夫 （巨人）                   | 大矢明彦 （ヤクルト） | 王貞治 （巨人）                     | 土井正三 （巨人）     | 掛布雅之 （阪神）                     | 山下大輔 （大洋）     | 山本浩司 （浩二） （広島） | J.ライトル （広島）      | 若松勉 （ヤクルト）     |
| 1979 | 西本聖 （巨人）                     | 若菜嘉晴 （阪神）     | 王貞治 （巨人）                     | 高木守道 （中日）     | 掛布雅之 （阪神）                     | 山下大輔 （大洋）     | 山本浩司 （浩二） （広島） | J.ライトル （広島）      | J.スコット （ヤクルト） |
| 1980 | 西本聖 （巨人）                     | 大矢明彦 （ヤクルト） | 王貞治 （巨人）                     | 基満男 （大洋）       | 衣笠祥雄 （広島）                     | 山下大輔 （大洋）     | 山本浩司 （浩二） （広島） | J.ライトル （広島）      | J.スコット （ヤクルト） |
| 1981 | 西本聖 （巨人）                     | 山倉和博 （巨人）     | 藤田平 （阪神）                     | 篠塚利夫 （巨人）     | 掛布雅之 （阪神）                     | 山下大輔 （大洋）     | 山本浩司 （浩二） （広島） | J.ライトル （広島）      | 松本匡史 （巨人）       |
| 1982 | 西本聖 （巨人）                     | 中尾孝義 （中日）     | 中畑清 （巨人）                     | 篠塚利夫 （巨人）     | 掛布雅之 （阪神）                     | 山下大輔 （大洋）     | 北村照文 （阪神）          | 平野謙 （中日）          | 松本匡史 （巨人）       |
| 1983 | 西本聖 （巨人）                     | 山倉和博 （巨人）     | 中畑清 （巨人）                     | 高木豊 （大洋）       | 掛布雅之 （阪神）                     | 山下大輔 （大洋）     | 北村照文 （阪神）          | 長嶋清幸 （広島）        | 松本匡史 （巨人）       |
| 1984 | 西本聖 （巨人）                     | 達川光男 （広島）     | 中畑清 （巨人）                     | 篠塚利夫 （巨人）     | 衣笠祥雄 （広島）                     | 平田勝男 （阪神）     | 屋鋪要 （大洋）            | 長嶋清幸 （広島）        | 山崎隆造 （広島）       |
| 1985 | 西本聖 （巨人）                     | 木戸克彦 （阪神）     | 中畑清 （巨人）                     | 岡田彰布 （阪神）     | 掛布雅之 （阪神）                     | 平田勝男 （阪神）     | 屋鋪要 （大洋）            | 平野謙 （中日）          | 山崎隆造 （広島）       |
| 1986 | 北別府学 （広島）                   | 達川光男 （広島）     | 中畑清 （巨人）                     | 篠塚利夫 （巨人）     | 衣笠祥雄 （広島）                     | 平田勝男 （阪神）     | 屋鋪要 （大洋）            | 平野謙 （中日）          | 長嶋清幸 （広島）       |
| 1987 | 桑田真澄 （巨人）                   | 山倉和博 （巨人）     | 中畑清 （巨人）                     | 正田耕三 （広島）     | 原辰徳 （巨人）                       | 平田勝男 （阪神）     | 屋鋪要 （大洋）            | 山崎隆造 （広島）        | 長嶋清幸 （広島）       |
| 1988 | 桑田真澄 （巨人）                   | 達川光男 （広島）     | 中畑清 （巨人）                     | 正田耕三 （広島）     | 原辰徳 （巨人）                       | 立浪和義 （中日）     | 屋鋪要 （大洋）            | 山崎隆造 （広島）        | 彦野利勝 （中日）       |
| 1989 | 西本聖 （中日）                     | 中尾孝義 （巨人）     | 駒田徳広 （巨人）                   | 正田耕三 （広島）     | W.ロードン （広島）                   | 川相昌弘 （巨人）     | 山崎賢一 （大洋）          | 栗山英樹 （ヤクルト）    | 彦野利勝 （中日）       |
| 1990 | 斎藤雅樹 （巨人）                   | 古田敦也 （ヤクルト） | 駒田徳広 （巨人）                   | 正田耕三 （広島）     | 岡崎郁 （巨人）                       | 川相昌弘 （巨人）     | 山崎賢一 （大洋）          | 柳田浩一 （ヤクルト）    | 彦野利勝 （中日）       |
| 1991 | 桑田真澄 （巨人）                   | 古田敦也 （ヤクルト） | 駒田徳広 （巨人）                   | 正田耕三 （広島）     | 角富士夫 （ヤクルト）                 | 川相昌弘 （巨人）     | R.J.レイノルズ （大洋）    | 飯田哲也 （ヤクルト）    | 前田智徳 （広島）       |
| 1992 | 斎藤雅樹 （巨人）                   | 古田敦也 （ヤクルト） | J.パチョレック （阪神）             | 和田豊 （阪神）       | T.オマリー （阪神）                   | 池山隆寛 （ヤクルト） | 亀山努 （阪神）            | 飯田哲也 （ヤクルト）    | 前田智徳 （広島）       |
| 1993 | 今中慎二 （中日） 桑田真澄 （巨人） | 古田敦也 （ヤクルト） | 駒田徳広 （巨人） （横浜）          | 和田豊 （阪神）       | 石井琢朗 （横浜）                     | 川相昌弘 （巨人）     | 新庄剛志 （阪神）          | 飯田哲也 （ヤクルト）    | 前田智徳 （広島）       |
| 1994 | 桑田真澄 （巨人）                   | 西山秀二 （広島）     | 駒田徳広 （巨人） （横浜）          | 和田豊 （阪神）       | 石井琢朗 （横浜）                     | 川相昌弘 （巨人）     | 新庄剛志 （阪神）          | 飯田哲也 （ヤクルト）    | 前田智徳 （広島）       |
| 1995 | 斎藤雅樹 （巨人）                   | 古田敦也 （ヤクルト） | 駒田徳広 （巨人） （横浜）          | 立浪和義 （中日）     | 石井琢朗 （横浜）                     | 野村謙二郎 （広島）   | 音重鎮 （広島）            | 飯田哲也 （ヤクルト）    | 緒方孝市 （広島）       |
| 1996 | 斎藤雅樹 （巨人）                   | 西山秀二 （広島）     | 駒田徳広 （巨人） （横浜）          | 立浪和義 （中日）     | 江藤智 （広島）                       | 川相昌弘 （巨人）     | 新庄剛志 （阪神）          | 飯田哲也 （ヤクルト）    | 緒方孝市 （広島）       |
| 1997 | 桑田真澄 （巨人）                   | 古田敦也 （ヤクルト） | 駒田徳広 （巨人） （横浜）          | 立浪和義 （中日）     | 進藤達哉 （横浜）                     | 宮本慎也 （ヤクルト） | 新庄剛志 （阪神）          | 飯田哲也 （ヤクルト）    | 緒方孝市 （広島）       |
| 1998 | 桑田真澄 （巨人）                   | 谷繁元信 （横浜）     | 駒田徳広 （巨人） （横浜）          | R.ローズ （横浜）     | 進藤達哉 （横浜）                     | 石井琢朗 （横浜）     | 新庄剛志 （阪神）          | 高橋由伸 （巨人）        | 緒方孝市 （広島）       |
| 1999 | 上原浩治 （巨人）                   | 古田敦也 （ヤクルト） | 駒田徳広 （巨人） （横浜）          | 仁志敏久 （巨人）     | 進藤達哉 （横浜）                     | 宮本慎也 （ヤクルト） | 新庄剛志 （阪神）          | 高橋由伸 （巨人）        | 緒方孝市 （広島）       |
| 2000 | 工藤公康 （巨人）                   | 古田敦也 （ヤクルト） | R.ペタジーニ （ヤクルト）           | 仁志敏久 （巨人）     | 岩村明憲 （ヤクルト）                 | 宮本慎也 （ヤクルト） | 新庄剛志 （阪神）          | 高橋由伸 （巨人）        | 松井秀喜 （巨人）       |
| 2001 | 野口茂樹 （中日）                   | 古田敦也 （ヤクルト） | R.ペタジーニ （ヤクルト）           | 仁志敏久 （巨人）     | 岩村明憲 （ヤクルト）                 | 宮本慎也 （ヤクルト） | 赤星憲広 （阪神）          | 高橋由伸 （巨人）        | 松井秀喜 （巨人）       |
| 2002 | 桑田真澄 （巨人）                   | 阿部慎之助 （巨人）   | R.ペタジーニ （ヤクルト）           | 仁志敏久 （巨人）     | 岩村明憲 （ヤクルト）                 | 宮本慎也 （ヤクルト） | 福留孝介 （中日）          | 高橋由伸 （巨人）        | 松井秀喜 （巨人）       |
| 2003 | 上原浩治 （巨人）                   | 矢野輝弘 （阪神）     | G.アリアス （阪神）                 | 今岡誠 （阪神）       | 立浪和義 （中日）                     | 宮本慎也 （ヤクルト） | 福留孝介 （中日）          | 高橋由伸 （巨人）        | 赤星憲広 （阪神）       |
| 2004 | 川上憲伸 （中日）                   | 古田敦也 （ヤクルト） | 渡邉博幸 （中日）                   | 荒木雅博 （中日）     | 岩村明憲 （ヤクルト）                 | 井端弘和 （中日）     | 英智 （中日）              | アレックス.O （中日）    | 赤星憲広 （阪神）       |
| 2005 | 黒田博樹 （広島）                   | 矢野輝弘 （阪神）     | A.シーツ （阪神）                   | 荒木雅博 （中日）     | 岩村明憲 （ヤクルト）                 | 井端弘和 （中日）     | 金城龍彦 （横浜）          | 福留孝介 （中日）        | 赤星憲広 （阪神）       |
| 2006 | 川上憲伸 （中日）                   | 谷繁元信 （中日）     | A.シーツ （阪神）                   | 荒木雅博 （中日）     | 岩村明憲 （ヤクルト）                 | 井端弘和 （中日）     | 青木宣親 （ヤクルト）      | 福留孝介 （中日）        | 赤星憲広 （阪神）       |
| 2007 | 川上憲伸 （中日）                   | 谷繁元信 （中日）     | A.シーツ （阪神）                   | 荒木雅博 （中日）     | 中村紀洋 （中日）                     | 井端弘和 （中日）     | 青木宣親 （ヤクルト）      | 金城龍彦 （横浜）        | 高橋由伸 （巨人）       |
| 2008 | 石川雅規 （ヤクルト）               | 阿部慎之助 （巨人）   | 新井貴浩 （阪神） 栗原健太 （広島） | 荒木雅博 （中日）     | 中村紀洋 （中日）                     | 井端弘和 （中日）     | 青木宣親 （ヤクルト）      | 鈴木尚広 （巨人）        | 赤星憲広 （阪神）       |
| 2009 | D.ゴンザレス （巨人）               | 谷繁元信 （中日）     | 栗原健太 （広島）                   | 荒木雅博 （中日）     | 宮本慎也 （ヤクルト）                 | 井端弘和 （中日）     | 青木宣親 （ヤクルト）      | 松本哲也 （巨人）        | 亀井義行 （巨人）       |
| 2010 | 前田健太 （広島）                   | 城島健司 （阪神）     | 該当者なし                          | 平野恵一 （阪神）     | 宮本慎也 （ヤクルト）                 | 梵英心 （広島）       | 青木宣親 （ヤクルト）      | 廣瀬純 （広島）          | 赤松真人 （広島）       |
| 2011 | 浅尾拓也 （中日）                   | 谷繁元信 （中日）     | 栗原健太 （広島）                   | 平野恵一 （阪神）     | 宮本慎也 （ヤクルト）                 | 鳥谷敬 （阪神）       | 青木宣親 （ヤクルト）      | 大島洋平 （中日）        | 長野久義 （巨人）       |
| 2012 | 前田健太 （広島）                   | 谷繁元信 （中日）     | 畠山和洋 （ヤクルト）               | 田中浩康 （ヤクルト） | 宮本慎也 （ヤクルト）                 | 井端弘和 （中日）     | 荒波翔 （DeNA）            | 大島洋平 （中日）        | 長野久義 （巨人）       |
| 2013 | 前田健太 （広島）                   | 阿部慎之助 （巨人）   | J.ロペス （巨人）                   | 菊池涼介 （広島）     | 村田修一 （巨人）                     | 鳥谷敬 （阪神）       | 荒波翔 （DeNA）            | 丸佳浩 （広島） （巨人） | 長野久義 （巨人）       |
| 2014 | 前田健太 （広島）                   | 阿部慎之助 （巨人）   | 森野将彦 （中日）                   | 菊池涼介 （広島）     | 村田修一 （巨人）                     | 鳥谷敬 （阪神）       | 大和 （阪神）              | 丸佳浩 （広島） （巨人） | 大島洋平 （中日）       |
| 2015 | 前田健太 （広島）                   | 中村悠平 （ヤクルト） | 畠山和洋 （ヤクルト）               | 菊池涼介 （広島）     | 川端慎吾 （ヤクルト）                 | 鳥谷敬 （阪神）       | 福留孝介 （阪神）          | 丸佳浩 （広島） （巨人） | 大島洋平 （中日）       |
| 2016 | 菅野智之 （巨人）                   | 石原慶幸 （広島）     | J.ロペス （DeNA）                   | 菊池涼介 （広島）     | 村田修一 （巨人）                     | 坂本勇人 （巨人）     | 鈴木誠也 （広島）          | 丸佳浩 （広島） （巨人） | 大島洋平 （中日）       |
| 2017 | 菅野智之 （巨人）                   | 小林誠司 （巨人）     | J.ロペス （DeNA）                   | 菊池涼介 （広島）     | 鳥谷敬 （阪神）                       | 坂本勇人 （巨人）     | 鈴木誠也 （広島）          | 丸佳浩 （広島） （巨人） | 桑原将志 （DeNA）       |
| 2018 | 菅野智之 （巨人）                   | 梅野隆太郎 （阪神）   | J.ロペス （DeNA）                   | 菊池涼介 （広島）     | 宮﨑敏郎 （DeNA）                     | 田中広輔 （広島）     | 平田良介 （中日）          | 丸佳浩 （広島） （巨人） | 大島洋平 （中日）       |
| 2019 | 西勇輝 （阪神）                     | 梅野隆太郎 （阪神）   | J.ロペス （DeNA）                   | 菊池涼介 （広島）     | 高橋周平 （中日）                     | 坂本勇人 （巨人）     | 鈴木誠也 （広島）          | 丸佳浩 （広島） （巨人） | 大島洋平 （中日）       |
| 2020 | 菅野智之 （巨人）                   | 梅野隆太郎 （阪神）   | D.ビシエド （中日）                 | 菊池涼介 （広島）     | 高橋周平 （中日）                     | 坂本勇人 （巨人）     | 鈴木誠也 （広島）          | 青木宣親 （ヤクルト）    | 大島洋平 （中日）       |
| 2021 | 柳裕也 （中日）                     | 中村悠平 （ヤクルト） | D.ビシエド （中日）                 | 菊池涼介 （広島）     | 岡本和真 （巨人）                     | 坂本勇人 （巨人）     | 鈴木誠也 （広島）          | 近本光司 （阪神）        | 大島洋平 （中日）       |
| 2022 | 森下暢仁 （広島）                   | 中村悠平 （ヤクルト） | 中田翔 （巨人）                     | 菊池涼介 （広島）     | 岡本和真 （巨人）                     | 長岡秀樹 （ヤクルト） | 塩見泰隆 （ヤクルト）      | 近本光司 （阪神）        | 岡林勇希 （中日）       |
| 2023 | 東克樹 （DeNA）                     | 坂本誠志郎 （阪神）   | 大山悠輔 （阪神）                   | 中野拓夢 （阪神）     | 宮﨑敏郎 （DeNA）                     | 木浪聖也 （阪神）     | 桑原将志 （DeNA）          | 近本光司 （阪神）        | 岡林勇希 （中日）       |
| 2024 | 菅野智之 （巨人）                   | 山本祐大 （DeNA）     | 岡本和真 （巨人）                   | 吉川尚輝 （巨人）     | 坂本勇人 （巨人）                     | 矢野雅哉 （広島）     | 秋山翔吾 （広島）          | 近本光司 （阪神）        | 岡林勇希 （中日）       |

## パシフィック・リーグ歴代受賞者
| 年度 | 投手                           | 捕手                                   | 一塁手                                      | 二塁手                    | 三塁手                       | 遊撃手                    | 外野手                                | 外野手                               | 外野手                                |
| ---- | ------------------------------ | -------------------------------------- | ------------------------------------------- | ------------------------- | ---------------------------- | ------------------------- | ------------------------------------- | ------------------------------------ | ------------------------------------- |
| 1972 | 足立光宏 （阪急）              | 種茂雅之 （阪急）                      | 大杉勝男 （東映）                           | 大下剛史 （東映）         | 有藤通世 （道世） （ロッテ） | 大橋穣 （阪急）           | 福本豊 （阪急）                       | 池辺巌 （ロッテ）                    | 広瀬叔功 （南海）                     |
| 1973 | 成田文男 （ロッテ）            | 野村克也 （南海）                      | C.ジョーンズ （南海）                       | 桜井輝秀 （南海）         | 有藤通世 （道世） （ロッテ） | 大橋穣 （阪急）           | 福本豊 （阪急）                       | 弘田澄男 （ロッテ）                  | 島野育夫 （南海）                     |
| 1974 | 足立光宏 （阪急）              | 村上公康 （ロッテ）                    | W.パーカー （南海）                         | 桜井輝秀 （南海）         | 有藤通世 （道世） （ロッテ） | 大橋穣 （阪急）           | 福本豊 （阪急）                       | 弘田澄男 （ロッテ）                  | 島野育夫 （南海）                     |
| 1975 | 足立光宏 （阪急）              | 有田修三 （近鉄）                      | 加藤秀司 （阪急）                           | B.マルカーノ （阪急）     | 有藤通世 （道世） （ロッテ） | 大橋穣 （阪急）           | 福本豊 （阪急）                       | 弘田澄男 （ロッテ）                  | 島野育夫 （南海）                     |
| 1976 | 足立光宏 （阪急）              | 有田修三 （近鉄）                      | 加藤秀司 （阪急）                           | B.マルカーノ （阪急）     | 藤原満 （南海）              | 大橋穣 （阪急）           | 福本豊 （阪急）                       | 弘田澄男 （ロッテ）                  | B.ウイリアムス （阪急）               |
| 1977 | 山田久志 （阪急）              | 加藤俊夫 （日本ハム）                  | 加藤秀司 （阪急）                           | 山崎裕之 （ロッテ）       | 島谷金二 （阪急）            | 大橋穣 （阪急）           | 福本豊 （阪急）                       | 弘田澄男 （ロッテ）                  | 大熊忠義 （阪急）                     |
| 1978 | 山田久志 （阪急）              | 中沢伸二 （阪急）                      | 柏原純一 （日本ハム）                       | B.マルカーノ （阪急）     | 島谷金二 （阪急）            | 大橋穣 （阪急）           | 福本豊 （阪急）                       | 簑田浩二 （阪急）                    | B.ウイリアムス （阪急）               |
| 1979 | 山田久志 （阪急）              | 梨田昌崇 （近鉄）                      | 柏原純一 （日本ハム）                       | B.マルカーノ （阪急）     | 島谷金二 （阪急）            | 高代延博 （日本ハム）     | 福本豊 （阪急）                       | 簑田浩二 （阪急）                    | 平野光泰 （近鉄）                     |
| 1980 | 木田勇 （日本ハム）            | 梨田昌崇 （近鉄）                      | 小川亨 （近鉄）                             | 山崎裕之 （西武）         | 羽田耕一 （近鉄）            | 水上善雄 （ロッテ）       | 福本豊 （阪急）                       | 簑田浩二 （阪急）                    | 平野光泰 （近鉄）                     |
| 1981 | 山田久志 （阪急）              | 梨田昌崇 （近鉄）                      | 柏原純一 （日本ハム）                       | 山崎裕之 （西武）         | 藤原満 （南海）              | 石毛宏典 （西武）         | 福本豊 （阪急）                       | 簑田浩二 （阪急）                    | 島田誠 （日本ハム）                   |
| 1982 | 山田久志 （阪急）              | 大宮龍男 （日本ハム）                  | 柏原純一 （日本ハム）                       | 大石大二郎 （近鉄）       | 古屋英夫 （日本ハム）        | 石毛宏典 （西武）         | 福本豊 （阪急）                       | 簑田浩二 （阪急）                    | 島田誠 （日本ハム）                   |
| 1983 | 東尾修 （西武）                | 梨田昌崇 （近鉄）                      | 片平晋作 （西武）                           | 大石大二郎 （近鉄）       | 古屋英夫 （日本ハム）        | 石毛宏典 （西武）         | 福本豊 （阪急）                       | 簑田浩二 （阪急）                    | 島田誠 （日本ハム）                   |
| 1984 | 東尾修 （西武）                | 藤田浩雅 （阪急）                      | 山本功児 （ロッテ）                         | 大石大二郎 （近鉄）       | 松永浩美 （阪急）            | 弓岡敬二郎 （阪急）       | 高沢秀昭 （ロッテ）                   | 簑田浩二 （阪急）                    | 島田誠 （日本ハム）                   |
| 1985 | 東尾修 （西武）                | 伊東勤 （西武）                        | 山本功児 （ロッテ）                         | 西村徳文 （ロッテ）       | 古屋英夫 （日本ハム）        | 石毛宏典 （西武）         | 金森永時 （西武）                     | 簑田浩二 （阪急）                    | 島田誠 （日本ハム）                   |
| 1986 | 東尾修 （西武）                | 伊東勤 （西武）                        | ブーマー.W （阪急）                         | 辻発彦 （西武）           | 古屋英夫 （日本ハム）        | 石毛宏典 （西武）         | 山本和範 （南海）                     | 西岡良洋 （西武）                    | 山森雅文 （阪急）                     |
| 1987 | 東尾修 （西武）                | 伊東勤 （西武）                        | ブーマー.W （阪急）                         | 白井一幸 （日本ハム）     | 石毛宏典 （西武）            | 弓岡敬二郎 （阪急）       | 高沢秀昭 （ロッテ）                   | 秋山幸二 （西武） （ダイエー）       | 島田誠 （日本ハム） 新井宏昌 （近鉄） |
| 1988 | 西崎幸広 （日本ハム）          | 伊東勤 （西武）                        | 清原和博 （西武）                           | 辻発彦 （西武）           | 石毛宏典 （西武）            | 田中幸雄 （日本ハム）     | 高沢秀昭 （ロッテ）                   | 秋山幸二 （西武） （ダイエー）       | 平野謙 （西武）                       |
| 1989 | 阿波野秀幸 （近鉄）            | 中嶋聡 （オリックス）                  | 愛甲猛 （ロッテ）                           | 辻発彦 （西武）           | 松永浩美 （オリックス）      | 田辺徳雄 （西武）         | 本西厚博 （オリックス）               | 秋山幸二 （西武） （ダイエー）       | 平野謙 （西武）                       |
| 1990 | 渡辺久信 （西武）              | 伊東勤 （西武）                        | 清原和博 （西武）                           | 辻発彦 （西武）           | 松永浩美 （オリックス）      | 田中幸雄 （日本ハム）     | 西村徳文 （ロッテ）                   | 秋山幸二 （西武） （ダイエー）       | 平野謙 （西武）                       |
| 1991 | 郭泰源 （西武）                | 伊東勤 （西武）                        | J.トレーバー （近鉄）                       | 辻発彦 （西武）           | 石毛宏典 （西武）            | 田中幸雄 （日本ハム）     | 佐々木誠 （ダイエー） （西武）        | 秋山幸二 （西武） （ダイエー）       | 平野謙 （西武）                       |
| 1992 | 郭泰源 （西武）                | 伊東勤 （西武）                        | 清原和博 （西武）                           | 辻発彦 （西武）           | 石毛宏典 （西武）            | 田辺徳雄 （西武）         | 佐々木誠 （ダイエー） （西武）        | 秋山幸二 （西武） （ダイエー）       | 平野謙 （西武）                       |
| 1993 | 野田浩司 （オリックス）        | 田村藤夫 （日本ハム）                  | 清原和博 （西武）                           | 辻発彦 （西武）           | 石毛宏典 （西武）            | 広瀬哲朗 （日本ハム）     | 佐々木誠 （ダイエー） （西武）        | 秋山幸二 （西武） （ダイエー）       | 平野謙 （西武）                       |
| 1994 | 工藤公康 （西武） （ダイエー） | 伊東勤 （西武）                        | 清原和博 （西武）                           | 辻発彦 （西武）           | 松永浩美 （ダイエー）        | 広瀬哲朗 （日本ハム）     | 佐々木誠 （ダイエー） （西武）        | 秋山幸二 （西武） （ダイエー）       | イチロー （オリックス）               |
| 1995 | 工藤公康 （西武） （ダイエー） | 伊東勤 （西武）                        | J.フランコ （ロッテ）                       | 小久保裕紀 （ダイエー）   | 馬場敏史 （オリックス）      | 田中幸雄 （日本ハム）     | 田口壮 （オリックス）                 | 秋山幸二 （西武） （ダイエー）       | イチロー （オリックス）               |
| 1996 | 西崎幸広 （日本ハム）          | 高田誠 （オリックス）                  | 片岡篤史 （日本ハム）                       | 大島公一 （オリックス）   | 馬場敏史 （オリックス）      | 田中幸雄 （日本ハム）     | 田口壮 （オリックス）                 | 秋山幸二 （西武） （ダイエー）       | イチロー （オリックス）               |
| 1997 | 西口文也 （西武）              | 伊東勤 （西武）                        | 髙木大成 （西武）                           | 大島公一 （オリックス）   | 片岡篤史 （日本ハム）        | 松井稼頭央 （西武）       | 田口壮 （オリックス）                 | 井出竜也 （日本ハム）                | イチロー （オリックス）               |
| 1998 | 西口文也 （西武）              | 伊東勤 （西武）                        | 髙木大成 （西武）                           | 金子誠 （日本ハム）       | 片岡篤史 （日本ハム）        | 松井稼頭央 （西武）       | 大村直之 （近鉄）                     | 大友進 （西武）                      | イチロー （オリックス）               |
| 1999 | 松坂大輔 （西武）              | 城島健司 （ダイエー） （ソフトバンク） | 小笠原道大 （日本ハム）                     | 金子誠 （日本ハム）       | 中村紀洋 （近鉄）            | 小坂誠 （ロッテ）         | 秋山幸二 （ダイエー）                 | 大友進 （西武）                      | イチロー （オリックス）               |
| 2000 | 松坂大輔 （西武）              | 城島健司 （ダイエー） （ソフトバンク） | 小笠原道大 （日本ハム）                     | 大島公一 （オリックス）   | 中村紀洋 （近鉄）            | 小坂誠 （ロッテ）         | 柴原洋 （ダイエー）                   | 田口壮 （オリックス）                | イチロー （オリックス）               |
| 2001 | 松坂大輔 （西武）              | 城島健司 （ダイエー） （ソフトバンク） | 小笠原道大 （日本ハム）                     | 井口資仁 （ダイエー）     | 中村紀洋 （近鉄）            | 小坂誠 （ロッテ）         | 柴原洋 （ダイエー）                   | 田口壮 （オリックス）                | 谷佳知 （オリックス）                 |
| 2002 | 西口文也 （西武）              | 城島健司 （ダイエー） （ソフトバンク） | 小笠原道大 （日本ハム）                     | 高木浩之 （西武）         | 中村紀洋 （近鉄）            | 松井稼頭央 （西武）       | 井出竜也 （日本ハム）                 | 小関竜也 （西武）                    | 谷佳知 （オリックス）                 |
| 2003 | 松坂大輔 （西武）              | 城島健司 （ダイエー） （ソフトバンク） | 福浦和也 （ロッテ）                         | 井口資仁 （ダイエー）     | 小笠原道大 （日本ハム）      | 松井稼頭央 （西武）       | 柴原洋 （ダイエー） 大村直之 （近鉄） | 村松有人 （ダイエー） （オリックス） | 谷佳知 （オリックス）                 |
| 2004 | 松坂大輔 （西武）              | 城島健司 （ダイエー） （ソフトバンク） | 松中信彦 （ダイエー）                       | 井口資仁 （ダイエー）     | 中村紀洋 （近鉄）            | 川﨑宗則 （ダイエー）     | SHINJO （日本ハム）                   | 村松有人 （ダイエー） （オリックス） | 谷佳知 （オリックス）                 |
| 2005 | 松坂大輔 （西武）              | 城島健司 （ダイエー） （ソフトバンク） | 福浦和也 （ロッテ）                         | 西岡剛 （ロッテ）         | 今江敏晃 （ロッテ）          | 小坂誠 （ロッテ）         | SHINJO （日本ハム）                   | 大村直之 （ソフトバンク）            | サブロー （ロッテ）                   |
| 2006 | 松坂大輔 （西武）              | 里崎智也 （ロッテ）                    | 小笠原道大 （日本ハム）                     | 田中賢介 （日本ハム）     | 今江敏晃 （ロッテ）          | 川﨑宗則 （ソフトバンク） | SHINJO （日本ハム）                   | 森本稀哲 （日本ハム）                | 稲葉篤紀 （日本ハム）                 |
| 2007 | ダルビッシュ有 （日本ハム）    | 里崎智也 （ロッテ）                    | 福浦和也 （ロッテ）                         | 田中賢介 （日本ハム）     | 今江敏晃 （ロッテ）          | TSUYOSHI （ロッテ）       | サブロー （ロッテ）                   | 森本稀哲 （日本ハム）                | 稲葉篤紀 （日本ハム）                 |
| 2008 | ダルビッシュ有 （日本ハム）    | 細川亨 （西武）                        | A.カブレラ （オリックス）                   | 田中賢介 （日本ハム）     | 今江敏晃 （ロッテ）          | 中島裕之 （西武）         | 坂口智隆 （オリックス）               | 森本稀哲 （日本ハム）                | 稲葉篤紀 （日本ハム）                 |
| 2009 | 涌井秀章 （西武）              | 鶴岡慎也 （日本ハム）                  | 髙橋信二 （日本ハム）                       | 田中賢介 （日本ハム）     | 小谷野栄一 （日本ハム）      | 金子誠 （日本ハム）       | 坂口智隆 （オリックス）               | 糸井嘉男 （日本ハム） （オリックス） | 稲葉篤紀 （日本ハム）                 |
| 2010 | 涌井秀章 （西武）              | 嶋基宏 （楽天）                        | 小久保裕紀 （ソフトバンク）                 | 田中賢介 （日本ハム）     | 小谷野栄一 （日本ハム）      | 西岡剛 （ロッテ）         | 坂口智隆 （オリックス）               | 糸井嘉男 （日本ハム） （オリックス） | 栗山巧 （西武）                       |
| 2011 | 田中将大 （楽天）              | 細川亨 （ソフトバンク）                | 小久保裕紀 （ソフトバンク）                 | 本多雄一 （ソフトバンク） | 松田宣浩 （ソフトバンク）    | 中島裕之 （西武）         | 坂口智隆 （オリックス）               | 糸井嘉男 （日本ハム） （オリックス） | 岡田幸文 （ロッテ）                   |
| 2012 | 田中将大 （楽天）              | 炭谷銀仁朗 （西武）                    | 稲葉篤紀 （日本ハム）                       | 本多雄一 （ソフトバンク） | 小谷野栄一 （日本ハム）      | 中島裕之 （西武）         | 陽岱鋼 （日本ハム）                   | 糸井嘉男 （日本ハム） （オリックス） | 岡田幸文 （ロッテ）                   |
| 2013 | 田中将大 （楽天）              | 嶋基宏 （楽天）                        | 浅村栄斗 （西武）                           | 藤田一也 （楽天）         | 松田宣浩 （ソフトバンク）    | 今宮健太 （ソフトバンク） | 陽岱鋼 （日本ハム）                   | 糸井嘉男 （日本ハム） （オリックス） | 秋山翔吾 （西武）                     |
| 2014 | 金子千尋 （オリックス）        | 伊藤光 （オリックス）                  | T-岡田 （オリックス）                       | 藤田一也 （楽天）         | 松田宣浩 （ソフトバンク）    | 今宮健太 （ソフトバンク） | 陽岱鋼 （日本ハム）                   | 糸井嘉男 （日本ハム） （オリックス） | 柳田悠岐 （ソフトバンク）             |
| 2015 | 涌井秀章 （ロッテ）            | 炭谷銀仁朗 （西武）                    | 中田翔 （日本ハム）                         | L.クルーズ （ロッテ）     | 松田宣浩 （ソフトバンク）    | 今宮健太 （ソフトバンク） | 清田育宏 （ロッテ）                   | 秋山翔吾 （西武）                    | 柳田悠岐 （ソフトバンク）             |
| 2016 | 涌井秀章 （ロッテ）            | 大野奨太 （日本ハム）                  | 中田翔 （日本ハム）                         | 藤田一也 （楽天）         | 松田宣浩 （ソフトバンク）    | 今宮健太 （ソフトバンク） | 糸井嘉男 （オリックス）               | 秋山翔吾 （西武）                    | 陽岱鋼 （日本ハム）                   |
| 2017 | 菊池雄星 （西武）              | 甲斐拓也 （ソフトバンク）              | 銀次 （楽天）                               | 鈴木大地 （ロッテ）       | 松田宣浩 （ソフトバンク）    | 今宮健太 （ソフトバンク） | 柳田悠岐 （ソフトバンク）             | 秋山翔吾 （西武）                    | 西川遥輝 （日本ハム）                 |
| 2018 | 岸孝之 （楽天）                | 甲斐拓也 （ソフトバンク）              | 中田翔 （日本ハム）                         | 中村奨吾 （ロッテ）       | 松田宣浩 （ソフトバンク）    | 源田壮亮 （西武）         | 柳田悠岐 （ソフトバンク）             | 秋山翔吾 （西武）                    | 西川遥輝 （日本ハム）                 |
| 2019 | 千賀滉大 （ソフトバンク）      | 甲斐拓也 （ソフトバンク）              | 内川聖一 （ソフトバンク）                   | 浅村栄斗 （楽天）         | 松田宣浩 （ソフトバンク）    | 源田壮亮 （西武）         | 荻野貴司 （ロッテ）                   | 秋山翔吾 （西武）                    | 西川遥輝 （日本ハム）                 |
| 2020 | 千賀滉大 （ソフトバンク）      | 甲斐拓也 （ソフトバンク）              | 中村晃 （ソフトバンク） 中田翔 （日本ハム） | 外崎修汰 （西武）         | 鈴木大地 （楽天）            | 源田壮亮 （西武）         | 柳田悠岐 （ソフトバンク）             | 大田泰示 （日本ハム）                | 西川遥輝 （日本ハム）                 |
| 2021 | 山本由伸 （オリックス）        | 甲斐拓也 （ソフトバンク）              | 中村晃 （ソフトバンク）                     | 中村奨吾 （ロッテ）       | 宗佑磨 （オリックス）        | 源田壮亮 （西武）         | 柳田悠岐 （ソフトバンク）             | 荻野貴司 （ロッテ）                  | 辰己涼介 （楽天）                     |
| 2022 | 山本由伸 （オリックス）        | 甲斐拓也 （ソフトバンク）              | 中村晃 （ソフトバンク）                     | 外崎修汰 （西武）         | 宗佑磨 （オリックス）        | 源田壮亮 （西武）         | 髙部瑛斗 （ロッテ）                   | 福田周平 （オリックス）              | 辰己涼介 （楽天）                     |
| 2023 | 山本由伸 （オリックス）        | 若月健矢 （オリックス）                | 中村晃 （ソフトバンク）                     | 中村奨吾 （ロッテ）       | 宗佑磨 （オリックス）        | 源田壮亮 （西武）         | 万波中正 （日本ハム）                 | 近藤健介 （ソフトバンク）            | 辰己涼介 （楽天）                     |
| 2024 | L.モイネロ （ソフトバンク）    | 甲斐拓也 （ソフトバンク）              | 山川穂高 （ソフトバンク）                   | 小深田大翔 （楽天）       | 栗原陵矢 （ソフトバンク）    | 源田壮亮 （西武）         | 万波中正 （日本ハム）                 | 周東佑京 （ソフトバンク）            | 辰己涼介 （楽天）                     |

## ゴールデングラブ賞に関する主な記録

### 複数回受賞者（野手）
- 太字はNPB現役

| 選手              | 回数 | 年度                                                                   |
| ----------------- | ---- | ---------------------------------------------------------------------- |
| 福本豊            | 12   | 1972, 1973, 1974, 1975, 1976, 1977, 1978, 1979, 1980, 1981, 1982, 1983 |
| 伊東勤            | 11   | 1985, 1986, 1987, 1988, 1990, 1991, 1992, 1994, 1995, 1997, 1998       |
| 秋山幸二          | 11   | 1987, 1988, 1989, 1990, 1991, 1992, 1993, 1994, 1995, 1996, 1999       |
| 山本浩二          | 10   | 1972, 1973, 1974, 1975, 1976, 1977, 1978, 1979, 1980, 1981             |
| 石毛宏典          | 10   | 1981, 1982, 1983, 1985, 1986, 1987, 1988, 1991, 1992, 1993             |
| 駒田徳広          | 10   | 1989, 1990, 1991, 1993, 1994, 1995, 1996, 1997, 1998, 1999             |
| 古田敦也          | 10   | 1990, 1991, 1992, 1993, 1995, 1997, 1999, 2000, 2001, 2004             |
| 新庄剛志 (SHINJO) | 10   | 1993, 1994, 1996, 1997, 1998, 1999, 2000, 2004, 2005, 2006             |
| 宮本慎也          | 10   | 1997, 1999, 2000, 2001, 2002, 2003, 2009, 2010, 2011, 2012             |
| 菊池涼介          | 10   | 2013, 2014, 2015, 2016, 2017, 2018, 2019, 2020, 2021, 2022             |
| 王貞治            | 9    | 1972, 1973, 1974, 1975, 1976, 1977, 1978, 1979, 1980                   |
| 平野謙            | 9    | 1982, 1985, 1986, 1988, 1989, 1990, 1991, 1992, 1993                   |
| 大島洋平          | 9    | 2011, 2012, 2014, 2015, 2016, 2018, 2019, 2020, 2021                   |
| 山下大輔          | 8    | 1976, 1977, 1978, 1979, 1980, 1981, 1982, 1983                         |
| 蓑田浩二          | 8    | 1978, 1979, 1980, 1981, 1982, 1983, 1984, 1985                         |
| 辻発彦            | 8    | 1986, 1988, 1989, 1990, 1991, 1992, 1993, 1994                         |
| 城島健司          | 8    | 1999, 2000, 2001, 2002, 2003, 2004, 2005, 2010                         |
| 松田宣浩          | 8    | 2011, 2013, 2014, 2015, 2016, 2017, 2018, 2019                         |

### 複数回受賞者（投手）
- 太字はNPB現役

| 選手     | 回数 | 年度                                           |
| -------- | ---- | ---------------------------------------------- |
| 西本聖   | 8    | 1979, 1980, 1981, 1982, 1983, 1984, 1985, 1989 |
| 桑田真澄 | 8    | 1987, 1988, 1991, 1993, 1994, 1997, 1998, 2002 |
| 堀内恒夫 | 7    | 1972, 1973, 1974, 1975, 1976, 1977, 1978       |
| 松坂大輔 | 7    | 1999, 2000, 2001, 2003, 2004, 2005, 2006       |
| 山田久志 | 5    | 1977, 1978, 1979, 1981, 1982                   |
| 東尾修   | 5    | 1983, 1984, 1985, 1986, 1987                   |
| 前田健太 | 5    | 2010, 2012, 2013, 2014, 2015                   |
| 菅野智之 | 5    | 2016, 2017, 2018, 2020, 2024                   |
| 足立光宏 | 4    | 1972, 1973, 1974, 1976                         |
| 斎藤雅樹 | 4    | 1990, 1992, 1995, 1996                         |
| 涌井秀章 | 4    | 2009, 2010, 2015, 2016                         |
| 工藤公康 | 3    | 1994, 1995, 2000                               |
| 西口文也 | 3    | 1997, 1998, 2002                               |
| 川上憲伸 | 3    | 2004, 2006, 2007                               |
| 田中将大 | 3    | 2011, 2012, 2013                               |
| 山本由伸 | 3    | 2021, 2022, 2023                               |

### 諸記録
- 個人最多受賞回数：12回 福本豊（1972年 - 1983年、パ・リーグ 外野手部門[5]）
  - 捕手部門：11回 伊東勤[6]
  - 一塁手部門：10回 駒田徳広[7]
  - 二塁手部門：10回 菊池涼介[8]
  - 三塁手部門：8回 松田宣浩[9]
  - 遊撃手部門：8回 山下大輔[10]
  - 投手部門：8回 西本聖・桑田真澄[11]
- 個人最多連続受賞回数：12回 福本豊（1972年 - 1983年、パ・リーグ 外野手部門[12]）
  - 捕手部門：7年連続 城島健司[13]
  - 一塁手部門：9年連続 王貞治[14]
  - 二塁手部門：10年連続 菊池涼介[15]
  - 三塁手部門：7年連続 松田宣浩[16]
  - 遊撃手部門：8年連続 山下大輔[17]
  - 投手部門：7年連続 西本聖・堀内恒夫[18]
- 個人最多受賞ポジション数：3ポジション 立浪和義（二塁手部門：3回、三塁手部門：1回、遊撃手部門：1回）
- 最年長受賞者：宮本慎也（41歳11ヶ月、2012年：三塁手部門）
- 最遅初受賞：内川聖一（19年目、2019年：一塁手部門）
- 受賞の最長ブランク：15年 小久保裕紀（1995年：二塁手部門、2010年：一塁手部門）
- 入団1年目からの最多連続受賞回数：6回 高橋由伸（1998年 - 2003年、セ・リーグ 外野手部門）
- 両リーグ受賞者
  - 投手：工藤公康[19]
  - 捕手：城島健司[20]
  - 一塁手：中田翔[21]
  - 二塁手：大下剛史[22]
  - 三塁手：島谷金二、中村紀洋[23]
  - 遊撃手：無し
  - 外野手：池辺巌、平野謙、新庄剛志、秋山翔吾[24] [25]

| 選手名   | 球団 | 守備位置 | リーグ | 年度   | 開幕時の年齢 |
| -------- | ---- | -------- | ------ | ------ | ------------ |
| 桑田真澄 | 巨人 | 投手     | セ     | 1987年 | 19歳         |
| 立浪和義 | 中日 | 遊撃手   | セ     | 1988年 | 18歳         |
| 前田智徳 | 広島 | 外野手   | セ     | 1991年 | 19歳         |
| 松坂大輔 | 西武 | 投手     | パ     | 1999年 | 18歳         |
| 松坂大輔 | 西武 | 投手     | パ     | 2000年 | 19歳         |

| 選手名   | 内野手での受賞 | 内野手での受賞 | 外野手での受賞年度 |
| 選手名   | 年度           | 守備位置       | 外野手での受賞年度 |
| -------- | -------------- | -------------- | ------------------ |
| 高田繁   | 1976年-1977年  | 三塁手         | 1972年-1975年      |
| 西村徳文 | 1985年         | 二塁手         | 1990年             |
| 稲葉篤紀 | 2012年         | 一塁手         | 2006年-2009年      |

中継ぎ・抑え投手の受賞選手
- 浅尾拓也（セ・リーグ：2011年）

該当者なし
- セ・リーグ一塁手部門（2010年）

チーム最多受賞ポジション数
- セ・リーグ：6ポジション 中日ドラゴンズ（2004年）
- パ・リーグ：8ポジション 阪急ブレーブス（1978年）、西武ライオンズ（1992年）

受賞者が選出されなかったチームのレギュラーシーズン最高勝率球団あるいは日本シリーズ出場球団
- セ・リーグ：中日ドラゴンズ（1999年、2010年。両年とも日本シリーズ出場）
- パ・リーグ：ロッテオリオンズ（1981年前期。後期は最高勝率を逃し、さらにプレーオフに敗退して日本シリーズには不出場）

内野独占
- セ・リーグ：横浜ベイスターズ（1998年）
- パ・リーグ：西武ライオンズ（1992年）、千葉ロッテマリーンズ（2005年）

外野独占
- セ・リーグ：過去に例なし
- パ・リーグ：阪急ブレーブス（1978年）、北海道日本ハムファイターズ（2006年）

### その他特筆すべき受賞例
同一チーム所属の複数選手が特定部門を長期間独占的に受賞した例
- セ・リーグ 投手部門：2003年まで32年間（延べ33人）中30人（90.9%）が受賞時点で巨人に所属、もしくはかつて所属していた選手。この間、巨人への所属経験のない投手が受賞したのは1986年の北別府学（広島）、1993年の今中慎二（巨人・桑田との同時受賞）、2001年の野口茂樹（いずれも中日）のみ。ちなみに野口は2005年シーズンオフにFA権を行使して巨人に移籍している。2004年以降、巨人に所属、もしくはかつて所属していた選手の受賞はディッキー・ゴンザレスと菅野智之のみ。
- セ・リーグ 一塁手部門：1999年まで28年間中26人（92.9%）が受賞時点で巨人に所属、もしくはかつて所属していた選手。内訳は王貞治9回、中畑清7回、駒田徳広10回と3人で独占的に受賞。2000年以降、巨人に所属、もしくはかつて所属していた選手の受賞はホセ・ロペスと中田翔のみ。

| 受賞者               | 球団       | リーグ | 年度   | 守備位置 | 総投票数 | 有効投票数 | 得票数 | 「該当者なし」の投票数 |
| -------------------- | ---------- | ------ | ------ | -------- | -------- | ---------- | ------ | ---------------------- |
| 渡邉博幸             | 中日       | セ     | 2004年 | 一塁手   | 171票    | 171票      | 42票   | 50票                   |
| 畠山和洋             | ヤクルト   | セ     | 2012年 | 一塁手   | 245票    | 245票      | 64票   | 102票                  |
| アレックス・カブレラ | オリックス | パ     | 2008年 | 一塁手   | 143票    | 143票      | 40票   | 53票                   |

チームの成績の躍進により多数選手が受賞した例
- セ･リーグ
  - 1992年に最下位から2位に躍進した阪神は前年0人だったが同年4人に増加。このうちジム・パチョレック、トーマス・オマリー、亀山努は通算でもこの年のみの受賞。翌年は2人。
  - 1998年にレギュラーシーズン最高勝率を記録した横浜（2012年よりDeNA）は前年2人だったが同年は5人に増加。投手を除く内野の全ポジションを独占した。翌年は2人、2000年以降は金城龍彦（2005年・2007年）、荒波翔（2012年 - 2013年）、ホセ・ロペス（2016年 - 2019年）、桑原将志（2017年・2023年）の4人による9回のみ。
  - 2003年にレギュラーシーズン最高勝率を記録した阪神は前年0人だったが同年は4人に増加。翌年は1人。
  - 2015年にレギュラーシーズン最高勝率を記録したヤクルトは前年0人だったが同年は3人に増加。
  - 2023年にレギュラーシーズン最高勝率を記録した阪神は前年1人だったが同年5人に増加。特に中野拓夢は10年連続受賞していた菊池涼介を3票差で抑えての初受賞となった。

- パ・リーグ
  - 2005年に10年ぶりにレギュラーシーズン勝率3位以内（2位）のロッテは前年0人だったが同年は5人に増加。翌年は2人。
  - 2006年に25年ぶりにレギュラーシーズン最高勝率を記録した日本ハムは前年1人から同年は5人に増加、外野の3ポジションを独占した。

## 三井ゴールデン・グラブ レジェンズ
2021年、ゴールデングラブ賞が50周年を迎えたことを記念し、歴代最強の守備陣を決定する「三井ゴールデン・グラブ レジェンズ」キャンペーンが実施された。3回以上受賞した歴代選手を対象に、12月7日から同20日まで行われたファン投票で決定した。受賞者は2022年1月27日に発表された。

### 受賞選手
| ポジション | 選手     | 球団           | 獲得票  | 受賞回数 |
| ---------- | -------- | -------------- | ------- | -------- |
| 投手       | 桑田真澄 | 巨人           | 6899票  | 8回      |
| 捕手       | 古田敦也 | ヤクルト       | 12221票 | 10回     |
| 一塁手     | 王貞治   | 巨人           | 6341票  | 9回      |
| 二塁手     | 菊池涼介 | 広島           | 9913票  | 9回      |
| 三塁手     | 中村紀洋 | 近鉄、中日     | 5808票  | 7回      |
| 遊撃手     | 井端弘和 | 中日           | 4636票  | 7回      |
| 外野手     | イチロー | オリックス     | 16398票 | 7回      |
| 外野手     | 新庄剛志 | 阪神、日本ハム | 11478票 | 10回     |
| 外野手     | 秋山幸二 | 西武、ダイエー | 7110票  | 11回     |

- 球団はゴールデングラブ賞受賞当時の球団
- 受賞回数はゴールデン・グラブ レジェンズ受賞当時
- 有効票は25950票

## 選考に対する議論と批判

### 選考結果に疑問が投げかけられたケース
- 1972年 セ・リーグ 三塁手部門
  - 知名度・人気で圧倒的に勝る長嶋茂雄（巨人）が受賞したが、関係者の間ではメジャー・リーグでゴールドグラブ賞受賞経験（1969年）のあるクリート・ボイヤー（大洋）の守備力が評価されていた[28]。
  - 1973年は長嶋・ボイヤーの同時受賞、1974年はボイヤーの単独受賞であった。

- 1979年 セ・リーグ 捕手部門
  - 若菜嘉晴（阪神）が捕逸のセ・リーグ年間最多タイ記録（17個）を作ったにもかかわらず受賞したことに対する批判がある[29]。

- 1981-1983年 セ・リーグ 外野手部門
  - 松本匡史（巨人）が3年連続受賞したが、松本は弱肩で有名であるとする批判がある[29]。

- 1984年 セ・リーグ 遊撃手部門
  - 平田勝男（阪神）が初受賞（その後1987年まで4年連続受賞）したが、同年は水谷新太郎（ヤクルト）が遊撃手守備率の日本記録（.991、当時。現在は1997年に鳥越裕介が樹立した.997。ちなみに鳥越もゴールデングラブ賞未受賞）を樹立しており、疑問を呈せられた[29]。

- 1987年 セ・リーグ 二塁手部門
  - 正田耕三（広島）が初受賞（その後1991年まで5年連続受賞）し、二塁手の守備率日本新記録（.9971、当時。現在は菊池涼介が2020年に樹立した1.000。）を樹立した高木豊（大洋）は選出されなかった。

この年は、同じ二塁手の正田と篠塚利夫（巨人）が同率（.333）で首位打者となり、優勝した巨人の篠塚がベストナインに選ばれた。一方で、首位打者を獲得したにもかかわらずベストナインに選出されなかったことへの同情票も集まり、正田が初めてゴールデングラブ賞を受賞した。賞に選ばれなかった高木豊は「今年は守備率の日本新記録を作ったのでゴールデングラブ賞は間違いなく自分だと確信していたが、こんな大記録にすら野球記者は気付いてもいない」という趣旨の発言をして投票したプロ野球記者を批判し、あからさまに不快感を表明した。この高木のコメントがスポーツ記事で報道され、ゴールデングラブ賞の選考基準を疑問視するスポーツ記事等も出たため、同賞の発表（同年11月16日）から2週間以上が経った12月になって、セ・リーグは高木を特別表彰することを決めた。この一連の出来事は、ゴールデングラブ賞受賞者発表の翌日から、高木が特別表彰を受けた後までしばらくの期間スポーツ記事で断続的に報道された。
高木が守備率日本記録を達成しながら選外となったという選考結果については、スポーツライターからの批判もある。
- 2005年 パ・リーグ 外野手部門
  - 負傷の影響から106試合の出場に留まったSHINJO（北海道日本ハムファイターズ）が外野手部門に選出され、「今年のオレのゴールデングラブ賞はおかしい。1年間この賞を心の中で目指して取り組んでいた選手に申し訳ない。来年からは、印象ではなく数字で選んで欲しい。そうでないとこの素晴らしい賞の価値がなくなってしまう」とコメントした[31]。

- 2006年 パ・リーグ 投手部門
  - 元ホークスエースの斉藤和巳は元々守備が好きで、守備にこだわりを持っており、「当時西武ライオンズの松坂大輔は何年も連続でゴールデングラブ賞を獲っていました。そういう選手がいる時に獲らないと意味がないです。この当時、大輔がメジャーに行くのは、ある程度わかっていました。この年までに獲らないといけないと思っていましたし、大輔がいる時に獲らないと意味がなかったです」と考えており、2006年に賞の受賞を狙った。このシーズンに宣言通り、投手5冠王や沢村賞に輝いた躍進した斉藤だったが、ゴールデングラブ賞には松坂が受賞した。斉藤は「この年も大輔だったので、この年でゴールデングラブを獲るの諦めました」と語った。斉藤は結局、現役時代ゴールデングラブ賞を獲得できなかった[32][3]。

### 選考結果を受けて監督や選手から批判があったケース
- 2022年 セ・リーグ 横浜DeNAベイスターズ
  - この年のDeNAは失策数が64とリーグ最少だったにもかかわらず、誰も選ばれなかった。これを受け、三浦大輔監督は「来季は選出されるように、守備コーチに言っておきます」と苦笑いしつつ苦言を呈した[33]。ネフタリ・ソトはUZRが一塁手で両リーグ1位だったのにもかかわらず、二塁手のイメージや外野での守備の粗さのイメージから票が集まらず、Instagramのストーリーズで苦言を呈した。ちなみにソトのUZRは7.3、受賞した中田翔のUZRは1.1であった[34]。